# Busted Hearts
Busted Hearts é um curta-metragem de comédia mudo norte-americano, realizado em 1916, com o ator cômico Oliver Hardy.

## Elenco
- Bobby Burns - Pokes
- Walter Stull - Jabbs
- Oliver Hardy - (como Babe Hardy)
- Frank Hanson
- Ethel Marie Burton